# 黃圓元
黃圓元（1994年5月2日—），本名黃琳文，臺灣女演員，專長是芭蕾舞、現代舞和民俗舞。

## 電視劇
| 年份   | 頻道       | 劇名                        | 角色          |
| ------ | ---------- | --------------------------- | ------------- |
| 2015年 | 大愛電視台 | 《愛·逆轉》                 | 宋曉晴        |
| 2016年 | 三立台灣台 | 《戲說台灣-尊王公解姻緣線》 | 王美桃        |
| 2016年 | 三立台灣台 | 《戲說台灣-地母渡在室女》   | 黃桂芳        |
| 2016年 | 三立台灣台 | 《戲說台灣-反白仁翹腳仔神》 | 張滿足        |
| 2017年 | 三立台灣台 | 《戲說台灣-八星報喜》       | 雪妖          |
| 2017年 | 三立台灣台 | 《戲說台灣-怪庄怪貓池王爺》 | 廖明敏        |
| 2017年 | 三立台灣台 | 《戲說台灣-水鬼告城隍》     | 張妙雲        |
| 2017年 | 三立台灣台 | 《戲說台灣-活符擋煞》       | 張阿嬌        |
| 2017年 | 三立台灣台 | 《戲說台灣-十二瘟王除妖》   | 林金針        |
| 2017年 | 台視       | 《牡丹花開》                | 李欣欣        |
| 2017年 | 三立台灣台 | 《戲說台灣-七世夫妻緣》     | 美桃          |
| 2018年 | 三立台灣台 | 《戲說台灣-十九公審奇冤》   | 江天梅        |
| 2018年 | 三立台灣台 | 《戲說台灣-威靈公救子》     | 陳青梅        |
| 2018年 | 三立台灣台 | 《戲說台灣-葬生基》         | 張阿惜        |
| 2019年 | 八大綜合台 | 《我是顧家男》              | 王永潔        |
| 2019年 | 三立台灣台 | 《戲說台灣-范王爺破連環劫》 | 陳明雪        |
| 2019年 | 三立台灣台 | 《炮仔聲》                  | 仙姑          |
| 2019年 | 三立台灣台 | 《戲說台灣-落鼻祖師》       | 李淑君        |
| 2019年 | 華視       | 《守著陽光守著你》          | 同學          |
| 2020年 | 三立台灣台 | 《戲說台灣-太歲安太座》     | 吳春喜        |
| 2020年 | 三立台灣台 | 《戲說台灣-五穀王賜子》     | 許素欒        |
| 2020年 | 三立台灣台 | 《戲說台灣-斷緣拼月老》     | 林雪梅        |
| 2020年 | 三立台灣台 | 《戲說台灣-月老化冤債》     | 月喜          |
| 2021年 | 三立台灣台 | 《戲說台灣-毛蟹穴奇冤》     | 王月桂        |
| 2021年 | 三立台灣台 | 《戲說台灣-速報司的醋矸》   | 丁淑琴 陳玉蘭 |
| 2022年 | TVBS歡樂台 | 《加油喜事》                | 蚊子          |
| 2022年 | 大愛電視台 | 《天下第一招》              | 楊春珍        |
| 2023年 | 衛視中文台 | 《女兒大人加個賴》          | 秘書(客串)    |
| 2023年 | 民視       | 《愛的榮耀》                | 陳雙梅        |
| 2024年 | 三立台灣台 | 《願望》                    | 馬德琳        |
| 2024年 | 三立都會台 | 《Q18量子預言》             | 林莉莉        |
| 2025年 | 三立台灣台 | 《百味人生》                |               |

## 電影
| 年份   | 劇名         | 角色   |
| ------ | ------------ | ------ |
| 2017年 | 《龍之暗戰》 | 趙樂樂 |
| 2017年 | 《神探嬌娃》 | 小小   |

## 綜藝節目
| 日期          | 名稱           | 備註       |
| ------------- | -------------- | ---------- |
| 2019年8月15日 | 《娛樂百分百》 | 凹嗚狼人殺 |
| 2019年8月16日 | 《娛樂百分百》 | 凹嗚狼人殺 |
| 2020年7月21日 | 《娛樂百分百》 | 凹嗚狼人殺 |

## MV
- 王心凌- BFF 2015年
- 黃圓元-寫在青春的歌 Song Of Youth 2021年

## 外部連結
- 黃圓元的facebook專業 （页面存档备份，存于）
- 黃圓元的Instagram帳戶